# Linda Thom
Linda Mary Alice Thom (Hamilton, 30 dicembre 1943) è un'ex tiratrice a segno canadese.
Il suo nome da nubile è Linda Mary Alice Malcolm.

## Carriera
Ha vinto la medaglia d'oro olimpica nel tiro a segno alle Olimpiadi di Los Angeles 1984, nella categoria pistola 25 metri.